# Rośliny nienaczyniowe
Rośliny nienaczyniowe – ogólne określenie roślin, które nie mają wykształconej tkanki przewodzącej (drewna bądź łyka). Pomimo tego, że nie mają wykształconych tych konkretnych tkanek, niektóre rośliny nienaczyniowe posiadają tkanki wyspecjalizowane w wewnętrznym transporcie wody lub substancji pokarmowych.
Rośliny nienaczyniowe nie posiadają korzeni, łodyg lub liści, ponieważ są one zdefiniowane jako organy zawierające w swej strukturze tkankę przewodzącą. Płaty wątrobowców mogą wyglądać jak liście, jednak nie są nimi, ponieważ nie posiadają drewna ani łyka. Podobnie jest z mchami lub glonami.
Wszystkie rośliny mają cykl życiowy związany z przemianą pokoleń między diploidalnym sporofitem a haploidalnym gametofitem, jednak rośliny nienaczyniowe są jedynymi, u których dominuje pokolenie gametofitu. U tych roślin, sporofit zazwyczaj rośnie przymocowany do szczytu gametofitu i pobiera od niego wodę wraz z substancjami pokarmowymi. Rośliny nienaczyniowe wyrastają z zarodników.

## Podział
Termin "rośliny nienaczyniowe" nie jest już używany w naukowej nomenklaturze. Do roślin tych zalicza się dwie daleko spokrewnione grupy:
- Mchy, wątrobowce oraz glewiki zaliczane wspólnie do nieuznawanej grupy mszaków. U tych organizmów, dominującym rodzajem są haploidalne gametofity. Sporofity przytwierdzone są do gametofitów i składają się jedynie z sety i zarodni. Ponieważ rośliny te żyją na lądzie i nie posiadają tkanki przewodzącej, nie mogą osiągać tak dużych rozmiarów jak rośliny naczyniowe.
- Glony, szczególnie zielenice. Ostatnie badania dowiodły, że glony są tak naprawdę złożone z kilku niespokrewnionych blisko grup. Jedynie zielenice uważane są dzisiaj za bliskich krewnych innych roślin i są do nich zaliczane.

Obie te grupy są niekiedy nazywane "roślinami niższymi". Termin "niższe" odnosi się do statusu tych roślin jako stojących niżej na drabinie rozwoju ewolucyjnego. Termin ten jednakże nie jest ścisły, ponieważ odnosi się często do roślin naczyniowych; paproci czy skrzypów.
W przeszłości termin "rośliny nienaczyniowe" odnosił się także do grzybów, jednak dzisiaj nie uważa się je za blisko spokrewnione z roślinami, biorąc pod uwagę ich bardzo odmienną biologię.